# على شفتي
على شفتي هو فيلم من نوع جريمة وإثارة ودراما أُصدر في 2001. الفيلم من إنتاج باثى وكنال+، ومن توزيع باثى، وهو من إخراج جاك أوديار، أما السيناريو فكان من كتابة جاك أوديار وTonino Benacquista ‏.

## القصة
تقع أحداث الفيلم في باريس.

## طاقم التمثيل
- فينسنت كاسل
- Patrick Steltzer ‏
- إيمانويلي ديفوس
- أوليفيا بونامي
- Bô Gaultier de Kermoal  [لغات أخرى]‏
- كلوي مونس
- Christiane Cohendy [الإنجليزية]‏
- سيلين السميع  [لغات أخرى]‏
- ديفيد سارتشينو  [لغات أخرى]‏
- François Loriquet  [لغات أخرى]‏
- Laurent Valo  [لغات أخرى]‏
- اوليفييه بيرييه
- Pierre Diot  [لغات أخرى]‏
- Bernard Alane [الإنجليزية]‏
- اوليفييه جورميه

## الإنتاج
موسيقى الفيلم التصويرية كانت من تأليف ألكسندر ديسبلا.

## وصلات خارجية
- على شفتي على موقع IMDb (الإنجليزية)
- على شفتي على موقع ميتاكريتيك (الإنجليزية)
- على شفتي على موقع الموسوعة البريطانية (الإنجليزية)
- على شفتي على موقع روتن توميتوز (الإنجليزية)
- على شفتي على موقع نتفليكس (الإنجليزية)
- على شفتي على موقع قاعدة بيانات الأفلام العربية
- على شفتي على موقع ألو سيني (الفرنسية)
- على شفتي على موقع Turner Classic Movies (الإنجليزية)
- على شفتي على موقع أول موفي (الإنجليزية)
- على شفتي على موقع بوكس أوفيس موجو (الإنجليزية)